# César anniversaire
Le César anniversaire est une récompense cinématographique décernée en 2021 par l'Académie des arts et techniques du cinéma lors de la 46e cérémonie des César.
Ce César honorifique qui ne fut attribué qu’une seule fois a récompensé la troupe du Splendid pour fêter le quarantième anniversaire du café-théâtre Le Splendid Saint-Martin, fondé en 1981 rue du Faubourg-Saint-Martin à Paris. Il honore les acteurs membres fondateurs de la première troupe : Josiane Balasko, Michel Blanc, Marie-Anne Chazel, Christian Clavier, Gérard Jugnot, Thierry Lhermitte et Bruno Moynot,.